# Béla Illés (scriitor)
Béla Illés (n. 22 martie 1895 - d. 5 ianuarie 1974) a fost un prozator și jurnalist ungur.
Opera sa are un caracter proletcultist și evocă eroismul participanților la luptele antifasciste și transformările aduse de socialism în țara sa.

## Scrieri
- 1929: Tisa în flăcări ("Ég a Tisza")
- 1941: Rapsodia Carpaților ("Kárpáti rapszódia")
- 1949: Cânt omul și faptele lui ("Fegyvert s vitézt énkelek")
- 1950: Bătălia de la Teatrul de Comedie ("Vígszínházi csata").